# Newtown (Missouri)
Newtown – miasto w Stanach Zjednoczonych, w stanie Missouri, w hrabstwie Sullivan.